# Diego Rodríguez (escultor)
Diego Rodríguez fue un escultor y ensamblador español de probable procedencia andaluza, activo en el Virreinato de Perú en el último tercio del siglo XVI. Artista itinerante, los encargos le llevaron a trabajar en Lima, Cuzco, Quito y Potosí.

## Obras conocidas
Se conservan pocas de sus obras. Se sabe que hacia 1571 vivió en Quito donde realizó una escultura de San Sebastián para la iglesia homónima. Tras pasar por Cuzco y La Plata donde su presencia está documentada, en 1589 realizó en Lima una imagen de la Virgen de Copacabana para el Monasterio del mismo nombre en el distrito de Rimac.
Su vida no careció de incidentes pues en el año 1590 estuvo encarcelado por deudas contraídas en Potosí.
Su obra más destacada es el San Sebastián (1590) de la iglesia de la Compañía en Arequipa.